# Klasea kurdica
Klasea kurdica là một loài thực vật có hoa trong họ Cúc. Loài này được (Post) Greuter & Wagenitz mô tả khoa học đầu tiên năm 2003.